# Кејн Браун
Кејн Браун (енгл. Kane Brown; Чатануга, 21. октобар 1993) амерички је кантри певач. Одрастао је слушајући кантри радио, а након што је присуствовао свом првом концерту, где су наступали Крис Јанг и Бред Пејсли, одлучио се да и сам постане кантри певач.